# Carlos Juan Finlay
Carlos Juan Finlay y Barrés (Puerto Príncipe, actual Camagüey, Capitanía General de Cuba, 3 de diciembre de 1833 – La Habana, Cuba, 20 de agosto de 1915), citado generalmente como Carlos J. Finlay, fue un médico y científico cubano
. Descubrió y describió la importancia del vector biológico a través de la teoría metaxénica de la transmisión de enfermedades por agentes biológicos, aplicándola a la fiebre amarilla, transmitida por la hembra fecundada del mosquito Aedes aegypti. A pesar de haber demostrado que la fiebre amarilla se transmite por un vector, el mosquito hembra de Aedes aegypti, y de que lo nominaron en siete ocasiones para el Premio Nobel de Medicina nunca recibió ese reconocimiento.

## Datos biográficos

### Primeros años y educación
Hijo de una madre francesa, Elisa de Barrés, y del médico escocés Edward Finlay, que había luchado junto con Simón Bolívar,[cita requerida] nació en 1833 en la Capitanía General de Cuba, cuando Cuba formaba parte del Reino de España. Sus años infantiles los vivió tanto en La Habana como en el cafetal de su padre en la zona de Alquízar. A la edad de once años, en 1844, lo enviaron a estudiar a Le Havre, en Francia, y regresó a Cuba dos años más tarde, porque contrajo una enfermedad. Retornó a Francia en 1848 para completar su educación. Después de un período de dos años en Londres, ingresó en el liceo de Ruan, donde permaneció hasta 1851, cuando regresó a Cuba, convaleciente de un ataque de fiebre tifoidea. Él cambiaría el orden de sus nombres a Carlos Juan más tarde. Hablaba además de español, con bastante fluidez inglés, francés, y alemán, y podía leer el latín. Fue una persona muy humana, y frecuentemente atendía pacientes que no podían pagar por cuidados médicos. Sus conocimientos fueron extensos, y escribió artículos sobre variedades de lepra, cólera, gravedad, y enfermedades de las plantas. Era un aficionado al ajedrez, y en 1885 fue uno de los fundadores del Club de Ajedrez de La Habana.

### Estudios profesionales
La Universidad de La Habana no quiso reconocer sus grados académicos europeos, y por ello se inscribió en 1853 en el Jefferson Medical College (hoy parte de la Universidad Thomas Jefferson), Filadelfia, Pensilvania.[cita requerida] Allí Finlay conoció a John Kearsley Mitchell, quien propuso la la teoría parasitaria de las enfermedades. Su hijo, Silas Weir Mitchell, fue quien supervisaba sus estudios. Se graduó del Jefferson Medical College en 1855. Regresó a La Habana y revalidó su título de médico en 1857, y empezó a realizar prácticas de oftalmología ese año. Hizo estudios de medicina en París de 1860 a 1861. También vivió durante unos meses en Lima, Perú, donde trabajó como médico. En octubre de 1865 se casó con Adela Shine, nativa de la colonia inglesa de isla de Trinidad. Tuvieron tres hijos: Charles, George y Frank.[cita requerida]

### Carrera profesional
Finlay trabajó durante la década de 1870 y llegó finalmente a la prominencia en 1900. Fue el primero en proponer, en 1881, la teoría del mosquito como un transmisor de la fiebre amarilla. Ahora son conocidas varias especies de mosquitos como vectores de la fiebre amarilla. Finlay postuló que un mosquito que picaba a una persona enferma podría picar posteriormente a una persona sana e infectarla, pero la comunidad científica no aceptó como válida y probada su teoría hasta 1900.

### Indiferencia a su trabajo de investigación
Presentó su teoría el 18 de febrero de 1881 en la V Conferencia Sanitaria Internacional en Washington D. C. (International Sanitary Conference), donde no fue bien recibida su propuesta, la cual fue vista con desdén, incredulidad y burla. Finlay identificó al mosquito Culex fasciatus (hoy conocido como Aedes aegypti) como el organismo transmisor de la fiebre amarilla. Su teoría fue seguida por las recomendaciones de control en la población del mosquito y fue así como pudo controlarse la diseminación de la enfermedad, después de 1900.
Su hipótesis y sus pruebas exhaustivas fueron confirmadas cerca de veinte años después, por la Walter Reed Commission de 1900. Walter Reed recibió mucho crédito en los libros de historia por la «paliza» que le brindó a la fiebre amarilla, pero Reed le entregó el crédito al Dr. Finlay por el descubrimiento del vector de la fiebre amarilla. El Dr. Walter Reed frecuentemente citaba a Finlay en sus artículos y le daba crédito por el descubrimiento en su correspondencia.
En las palabras del general Leonard Wood, un médico militar estadounidense, gobernador de Cuba en 1900: «La confirmación del Dr. Finlay es considerada como el paso adelante efectuado en la ciencia médica desde el descubrimiento de Jenner para la vacunación (contra la viruela)».
Este descubrimiento ayudó al Dr. William C. Gorgas a reducir la incidencia y prevalencia de la enfermedad transmitida por el mosquito en Panamá durante la campaña americana de la construcción del canal de Panamá. Antes de esto, cerca del 10 % de la fuerza de trabajo moría cada año de la malaria y la fiebre amarilla.

### La fiebre amarilla
Estudió la fiebre amarilla, y por sus análisis y estudios llegó a la conclusión de que la transmisión de la enfermedad se realizaba por un agente intermediario. Existe una anécdota que dice que, estando una noche rezando el rosario, le llamó la atención un mosquito zumbando a su alrededor. Entonces fue cuando decidió investigarlos.
Con los medios aportados por la comisión mixta hispano-estadounidense de 1879 para estudiar la enfermedad, fue capaz de identificar al mosquito Aedes aegypti como el vector epidemiológico de la enfermedad. Sus estudios lo llevaron a entender que era la hembra fecundada de esta especie la que transmitía la fiebre amarilla.
En febrero de 1881 fue a Washington D. C. como representante del gobierno colonial ante la 5.ª sesión de la Conferencia Sanitaria Internacional. El 18 de febrero presentó por primera vez su teoría de la transmisión de la fiebre amarilla por un agente intermediario, el mosquito. Su hipótesis fue recibida con frialdad y casi total escepticismo. Solo fue divulgada por una modesta revista médica de Nueva Orleans a través del doctor Rudolph Matas, recién graduado en Medicina, quien había participado en la comisión mixta hispano-norteamericana en calidad de intérprete, por ser hijo de españoles.
De regreso a Cuba, en junio de 1881, Carlos J. Finlay realizó experimentos con voluntarios y no solo comprobó su hipótesis, sino que descubrió también que el individuo picado una vez por un mosquito infectado quedaba inmunizado contra futuros ataques de la enfermedad. Basado en ese principio biológico fue desarrollada una vacuna contra esa enfermedad en 1937, por Max Theiler. El 14 de agosto de ese mismo año presentó ante la Real Academia de Ciencias Físicas y Naturales de La Habana su trabajo de investigación. Gracias a sus recomendaciones acerca del control del mosquito, pudo controlarse la diseminación de la enfermedad.

### Reconocimiento internacional
Por casi veinte años los postulados de Finlay fueron ignorados. Solamente después de terminada la guerra hispano-estadounidense, cuando el general Leonard Wood, gobernador de Cuba, pidió que se probara la teoría de Finlay, se volvieron a revisar sus trabajos de investigación, así como los experimentos que había realizado.
Mientras tanto, el doctor William Crawford Gorgas, médico militar que había tratado, sin conseguirlo, de erradicar la fiebre amarilla en Santiago de Cuba, fue nombrado jefe superior de Sanidad en La Habana en diciembre de 1898. A iniciativa de Finlay, creó una Comisión Cubana de la Fiebre Amarilla que, siguiendo las indicaciones del médico cubano, combatió al mosquito y aisló a los enfermos. En solo siete meses había desaparecido la enfermedad de Cuba.[cita requerida]

## El istmo y el canal de Panamá
El doctor Gorgas fue enviado finalmente a sanear el istmo de Panamá a fin de poder completar la construcción del canal; allí aplicó los mismos principios indicados por el doctor Finlay, lo cual permitió sin duda terminar con éxito esa gran obra de ingeniería. Una placa en el propio canal de Panamá reconoce la contribución del doctor Carlos J. Finlay en el éxito de esta magna obra. El 15 de agosto de 1914 pasó el primer barco del océano Atlántico al océano Pacífico a través del canal.[cita requerida]

## Día del Médico
La Confederación Panamericana aconsejó en 1953 celebrar el 3 de diciembre como Día del Médico en varios países de América, en memoria del doctor Finlay.

## Premio de Microbiología
También en su honor, el gobierno de Cuba creó el Premio de Microbiología «Carlos J. Finlay», que la UNESCO entrega desde 1980 cada dos años a investigadores cuya labor en temas relacionados con la microbiología (inmunología, biología molecular, genética y otras) haya contribuido de manera destacada a la salud. Su objetivo es promover la investigación y los avances en la microbiología.

## Reconocimientos y honores
- Jefe de la Oficina de Sanidad de Cuba (Ministerio de Salud Pública) de 1902 a 1909.
- Presidente de Honor de la Junta Nacional de Sanidad y Beneficencia de Cuba (1908).
- Nominado 7 veces al Premio Nobel de Fisiología o Medicina.
- Orden Nacional de la Legión de Honor de Francia (grado de Oficial), en 1908.
- Medalla Walter Reed de la Sociedad Americana de Medicina Tropical e Higiene (1942); reconocimiento póstumo.
- Premio Bréant de la Academia de Ciencias de Francia.
- Medalla Mary Kingsley del Instituto de Medicina Tropical de Liverpool, Reino Unido.
- Miembro honorario del Colegio de Médicos de Filadelfia, EE. UU.
- Socio de Mérito de la Real Academia de Ciencias Médicas, Físicas y Naturales de La Habana, Cuba (1895).
- Socio de Honor de la Sociedad de Estudios Clínicos de La Habana (1901).
- La UNESCO otorga en su honor el Premio de Microbiología Carlos J. Finlay.
- Orden Nacional del Mérito Carlos J. Finlay establecida en su honor en Cuba en 1928, y aún vigente.
- El Instituto Finlay de Vacunas y un hospital en La Habana, Cuba, llevan su nombre.
- Un planeta extrasolar (BD-17º63 b) descubierto en 2008 recibió el nombre Finlay en su honor.
- Su nombre aparece en la Winged Ox column erigida en 1976 en la Universidad Thomas Jefferson.
- Una calle de Cuba en el centro de la Habana Vieja. El Gobierno Revolucionario cubano fundó en 1962 un museo de historia de la Medicina en su honor.
- En Honduras, el parque dedicado al Dr. Finlay se encuentra en el barrio La Ronda de la ciudad de Tegucigalpa. Al interior del parque se ubica un busto con la inscripción: Finlay.[11] Una calle aledaña al parque se llama Calle Finlay.
- En la municipalidad de Marianao, ahora un suburbio de la ciudad de La Habana, hay un monumento en forma de jeringa en honor al Dr. Finlay, al que usualmente se refieren como «El Obelisco».
- En Santiago de Cuba, en el parque Barnada se erige un busto de Carlos J. Finlay.[12]
- En el pueblo de Calabazar del Municipio Boyeros en La Habana, en la calle San Antonio, hoy (Calle 108) se encuentra la edificación marcada con el  N.º 204, sede de una prestigiosa y respetada institución, la Logia Carlos. J. Finlay, No 48. Esta Casa Templo  fue  inaugurada el 5 de marzo de 1950, actualmente continua activa.[13]
- Una escuela primaria en Miami, EE. UU., lleva su nombre: Dr. Carlos J. Finlay Elementary School.
- Ha sido conmemorado en varias colecciones de sellos filatélicos por Correos - Cuba: Carlos J. Finlay (1915), Carlos J. Finlay (1934), Cincuentenario de la República de Cuba (1952), colección de siete sellos por el Cincuenta Aniversario de la Muerte de Finlay (1965), Centenario de la Teoría de los vectores biológicos (1981), Celebridades de la Ciencia (1993), 175 años del nacimiento de Carlos J. Finlay (2008).
- Sello filatélico Carlos J. Finlay (1949), emitido en Panamá.
- Una estatua conmemorativa del Dr. Finlay está localizada en frente de la Bahía de la Ciudad de Panamá, cerca del lugar que su ayuda hizo posible su construcción. En el parque interior de la Facultad de Medicina de la Universidad de Panamá, se erige un busto de Finlay con la siguiente inscripción: Al insigne científico cubano Carlos J. Finlay. Descubridor del agente transmisor de la fiebre amarilla -- valioso aporte en la construcción del canal de Panamá. Embajada de Cuba. 21 de mayo de 1976.[14]
- En Buenos Aires, Argentina se ubica la Avenida Carlos J. Finlay, en su honor.
- En Estados Unidos se ubica un busto conmemorativo en el Parque Collins Park,[15] el cual fue regalado a Miami Beach por la República de Cuba en 1949.
- Una calle lleva su nombre en París, Francia: Rue du Docteur-Finlay.
- En la Ciudad de México hay dos plazas con su nombre. En Mérida - Yucatán en el Parque de las Américas se erige un busto del Dr. Carlos Juan Finlay y Barrés,[16] acompañado al frente de a otro de José Martí.
- En República Dominicana, en la ciudad de Montecristi existe un centro de salud privado que lleva el nombre del Dr. Carlos J. Finlay.

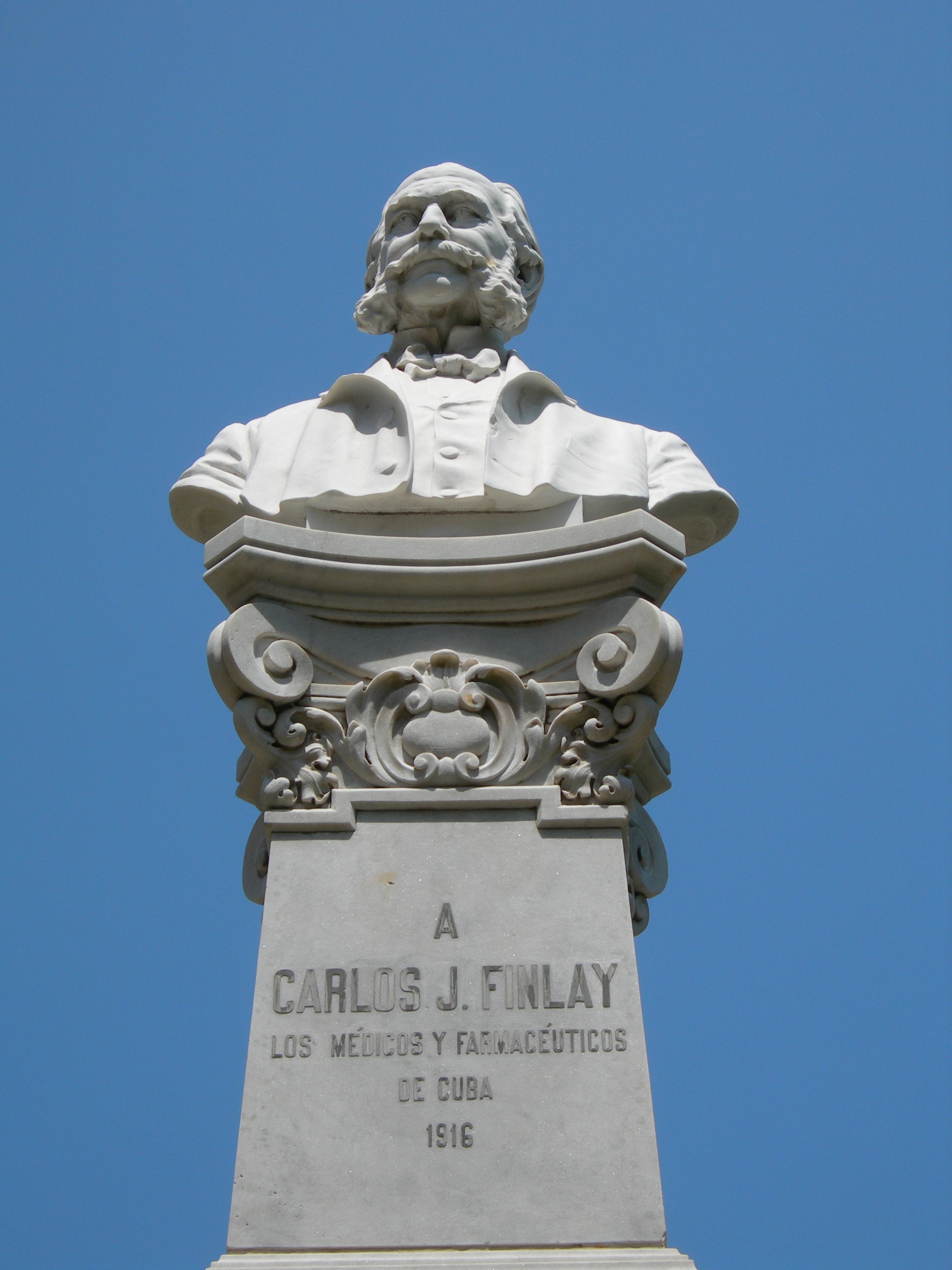
Busto de en el exterior del Museo Histórico de las Ciencias Médicas «Carlos J. Finlay» de la Academia de Ciencias de Cuba, en La Habana.
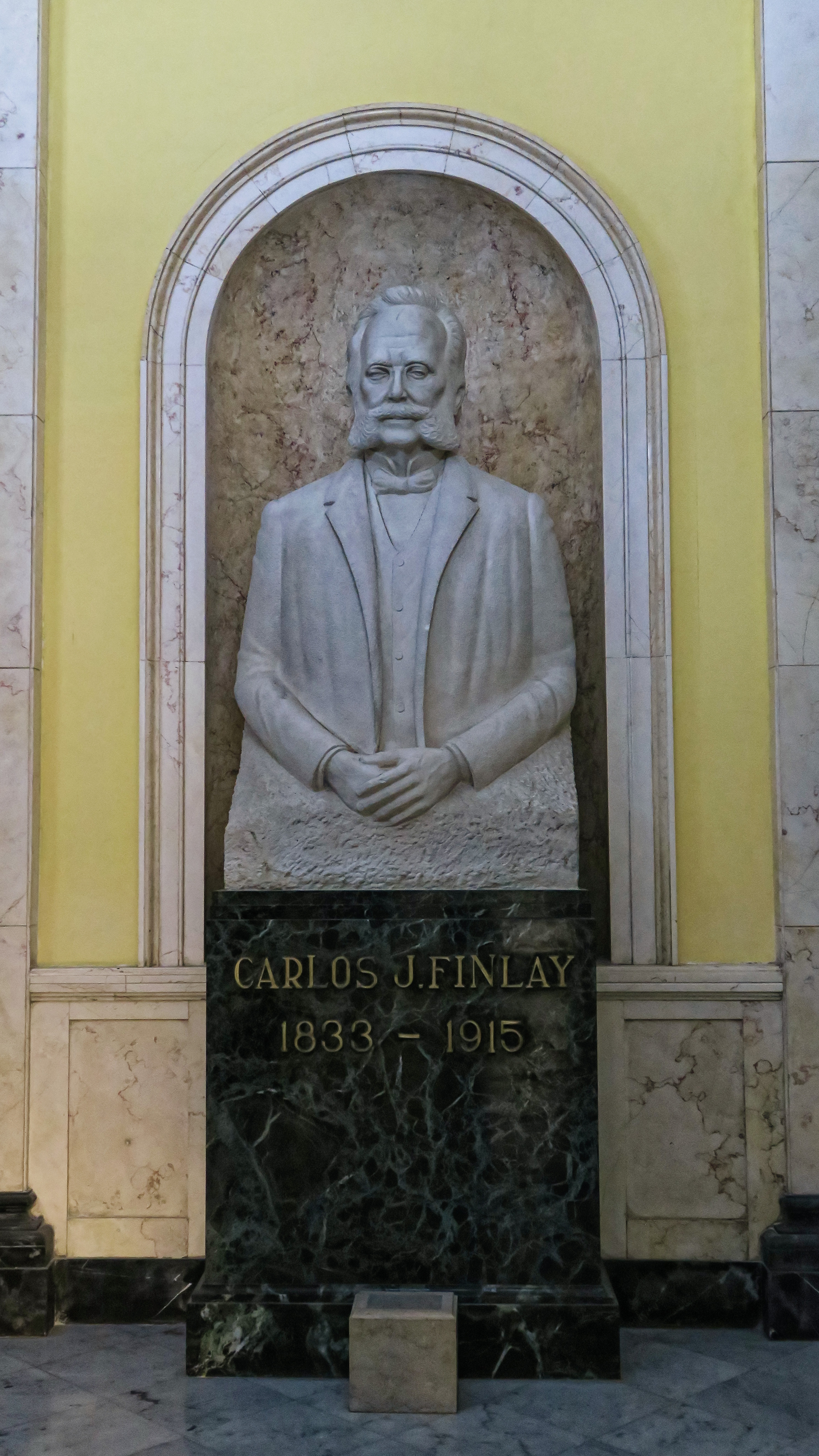
Estatua de Carlos Finlay en el vestíbulo de acceso público del Museo Histórico Carlos J. Finlay en La Habana, Cuba.
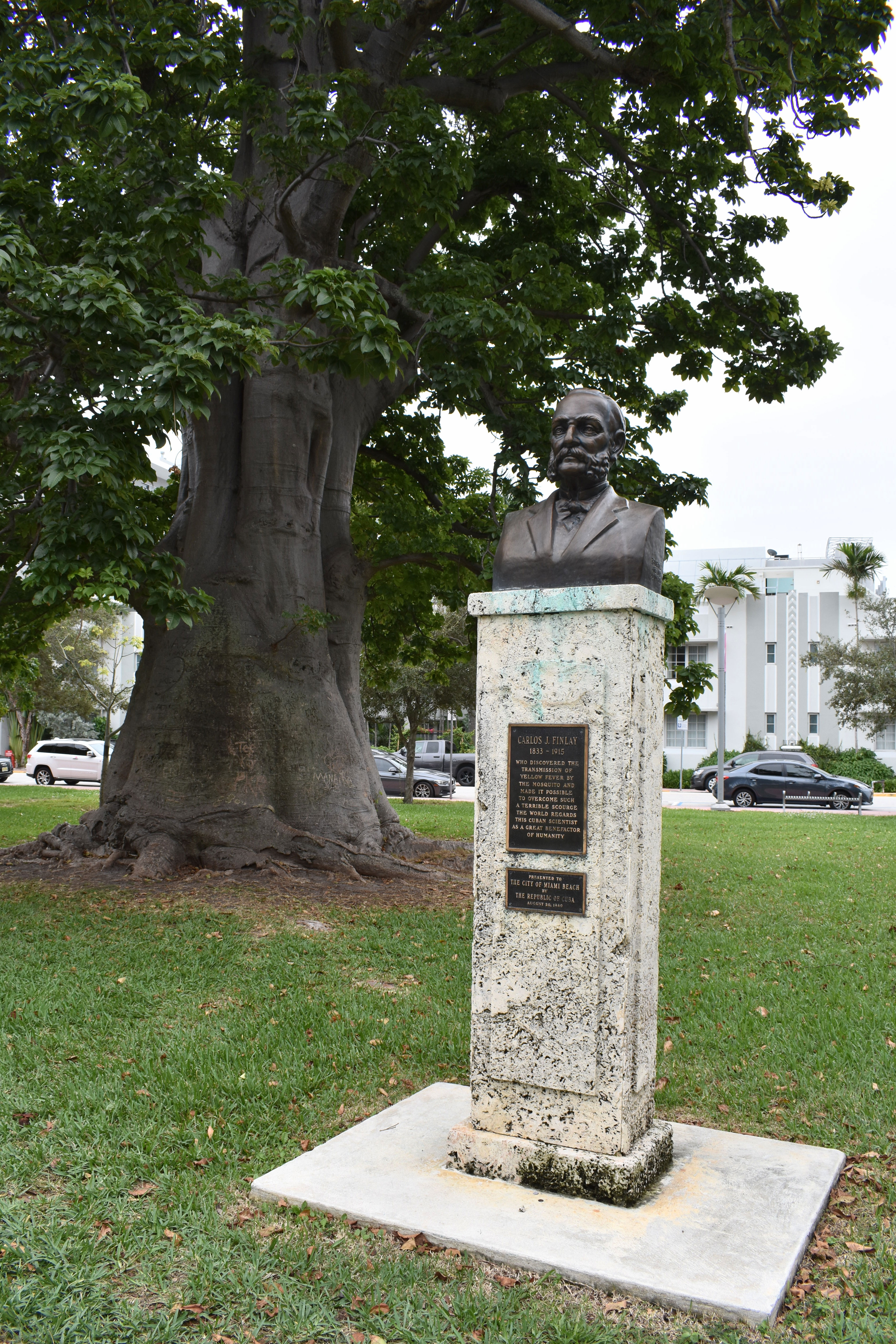
Busto de en el Parque Collins, Miami. EE.UU.
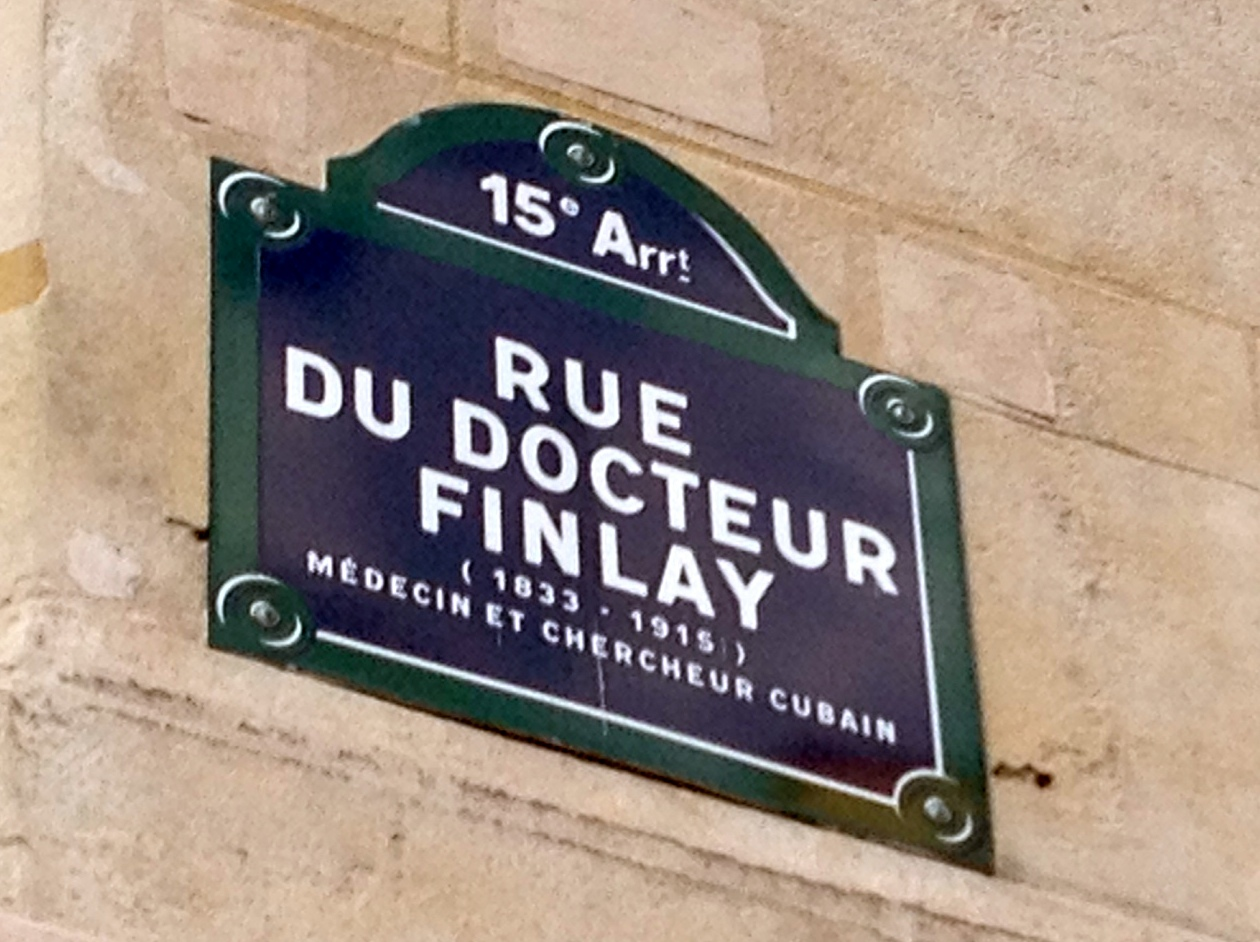
Cartel de la calle del Dr. Finlay, en París - Francia.
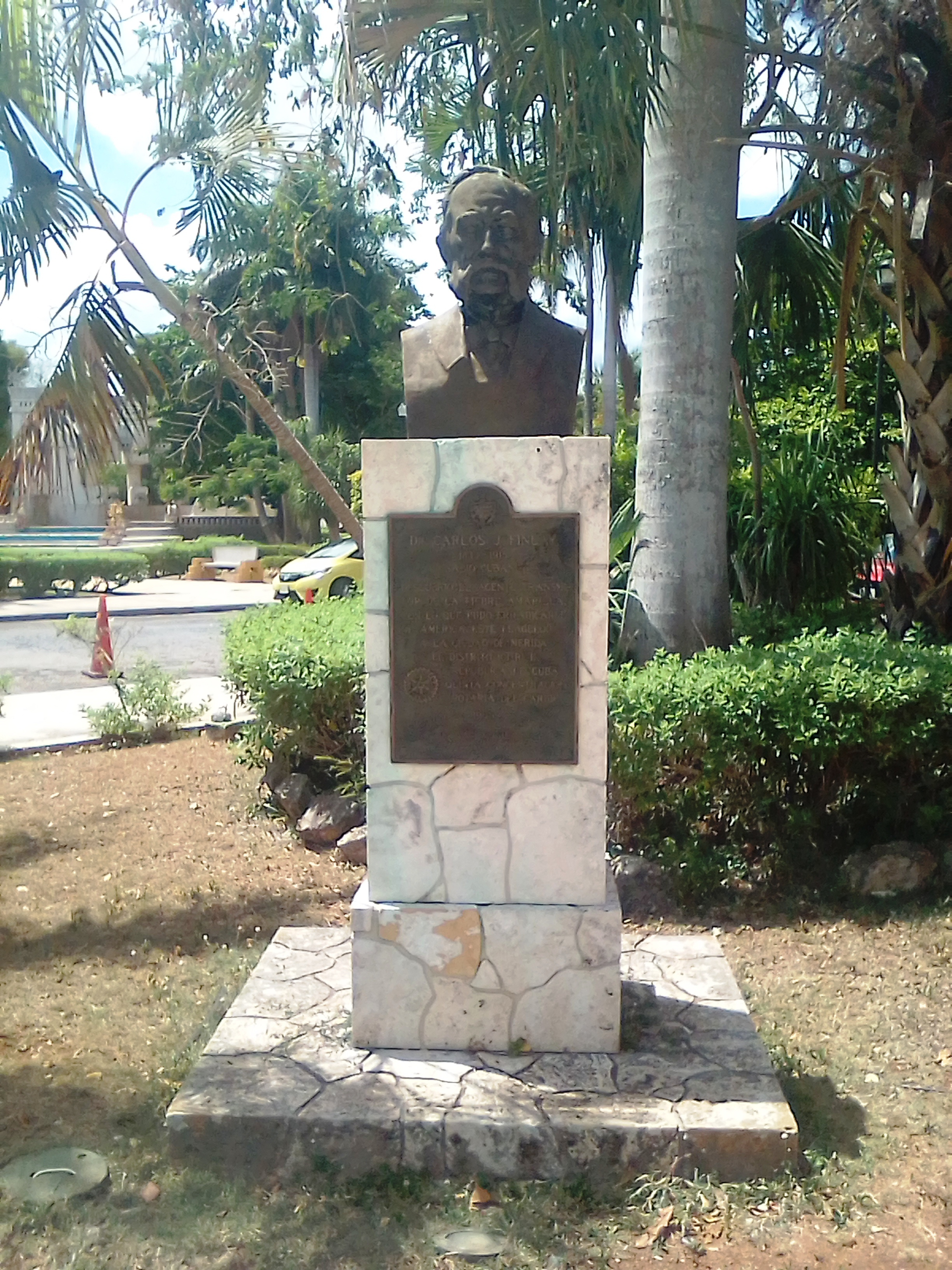
Busto del Dr. Carlos Juan Finlay y Barrés en el Parque de las Américas.

## Muerte
Finlay murió de un ataque cerebral, originado por severas convulsiones, en su casa en La Habana el 20 de agosto de 1915.

## Legado
En 1928, el presidente Gerardo Machado estableció la Orden Nacional del Mérito Carlos J. Finlay, premiando las contribuciones en el cuidado de la salud y en Medicina. Es el más alto premio y condecoración científica para un ciudadano del Estado cubano. La orden fue retirada entre 1959 y 1981.
En la pared del Museo Finlay de Historia Médica en La Habana, la inscripción hace mención que fue creado por el Gobierno Revolucionario como un eterno homenaje al hombre que contribuyó al avance de las ciencias en Cuba. Comisión Nacional de la Academia de Ciencias de la República de Cuba. La Habana 13 de junio de 1962.
Cada tres de diciembre  se celebra el día del trabajador de la salud pública de Cuba y el Día de la Medicina Latinoamericana, en la fecha del aniversario del natalicio del notable científico  Carlos J. Finlay. El 3 de diciembre del 2013, en el aniversario 180 de su nacimiento, Google publicó un Google Doodle (grabado).